# Sitio de Stralsund (1628)
El Sitio de Stralsund fue realizado por el Ejército Imperial de Albrecht von Wallenstein durante la guerra de los Treinta Años, desde mayo hasta el 4 de agosto de 1628. Stralsund recibió ayuda de Dinamarca y Suecia, con una participación escocesa importante. El sitio puso fin a una serie de victorias de Wallenstein y contribuyó a su caída. La guarnición sueca en Stralsund fue la primera en la historia en estar en suelo alemán. La batalla marcó la entrada de Suecia en la guerra.

## Preludio

### Beligerantes
Cristián IV de Dinamarca había declarado la guerra al Sacro Imperio Romano Germánico en 1625. Luego había invadido el imperio con un ejército comandado por Ernst von Mansfeld, en oposición al ejército de la Liga Católica bajo el mando de Johann Tserclaes. Por su parte, Fernando II de Habsburgo ordenó a Albrecht von Wallenstein que organizara un ejército para apoyar a Tserclaes. Wallenstein derrotó a Mansfeld en la batalla de Dessau en 1626. El derrotado ejército de Mansfeld dejó Alemania central y se dirigió a Silesia y Hungría para reagruparse con las fuerzas de Gabriel Bethlen.
Luego de que Tserclaes derrotara a Cristián IV en la batalla de Lutter en agosto de 1626, y Bethlen fuera neutralizado en la Paz de Presburgo el 3 de diciembre, Wallenstein y Tserclaes lograron expulsar a Cristián IV de las llanuras alemanas del norte y llevarlo incluso hasta el interior de la península de Jutlandia. El cuerpo del ejército de Cristián IV dependía mucho de oficiales escoceses, con más de 300 oficiales en su servicio, muchos más que los daneses y noruegos combinados (en una proporción de 3:1). Además, Cristián IV había emitido patentes para reclutar 9,000 soldados escoceses en 1627. Esta tropa se sumaba a los 2,000-3,000 escoceses que habían sido reclutados por Donald Mackay para el ejército de Ernst von Mansfeld, pero quien había sido destinado a Dinamarca.
Gustavo II Adolfo de Suecia había participado desde 1626 en la guerra polaco-sueca, con Polonia aliada al Sacro Imperio Romano Germánico. En esta guerra, el escocés Alexander Leslie comenzó su carrera en el ejército sueco como comandante y gobernante de Pillau en Prusia Oriental. Gustavo II Adolfo había hecho planes para intervenir en el Sacro Imperio Romano Germánico, los cuales fueron aprobados por la comisión del Riksdag en el invierno de 1627-28.
Además, España tenía el objetivo de que una Stralsund, conquistada por el Ejército del Sacro Imperio Romano Germánico, pueda servir de base para una proyectada armada española en el mar Báltico que sirva para cercar a los holandeses en la Guerra de los Ochenta Años.

### Situación en Pomerania
En noviembre de 1627, el Ducado de Pomerania había capitulado a las fuerzas del Sacro Imperio Romano Germánico. Bogislaw XIV, duque de Pomerania, firmó la Capitulación de Franzburgo el 10 de noviembre con Hans Georg von Arnim, quien en nombre de Albrecht von Wallenstein mandaba las fuerzas de ocupación imperiales en Pomerania. Con la ocupación, Wallenstein buscaba asegurar la costa sur del mar Báltico para Fernando II de Habsburgo contra Cristián IV de Dinamarca.
La Capitulación de Franzburgo exigía a todos los pueblos, a excepción de las residencias ducales, que recibieran tropas imperiales, y Wallestein había ordenado a Arnim que ocupara todos los puertos pomeranios y se apoderara de sus navíos desde octubre. Stralsund se negaba a aceptarlo, ya que su estatus como puerto hanseático le daba considerable autodeterminación e independencia de los duques pomeranios. Fue por eso que Stralsund ignoró la orden de Bogislaw de adherirse a la capitulación, emitida en febrero de 1628, y buscó ayuda en Dinamarca y luego en Suecia.

## El asedio
El asedio de la ciudad de Stralsund comenzó en 1628 por parte de las tropas de Albrecht von Wallenstein,  comandadas por Hans Georg von Arnim. Para entonces, el pueblo, que contaba 20,000 habitantes, estaba defendido por una fuerza ciudadana de 2,500 hombres, 1,500 mercenarios y otros 1,000 reclutas. El primero de los más importantes asaltos imperiales a la ciudad tuvo lugar del 16 al 24 de mayo.

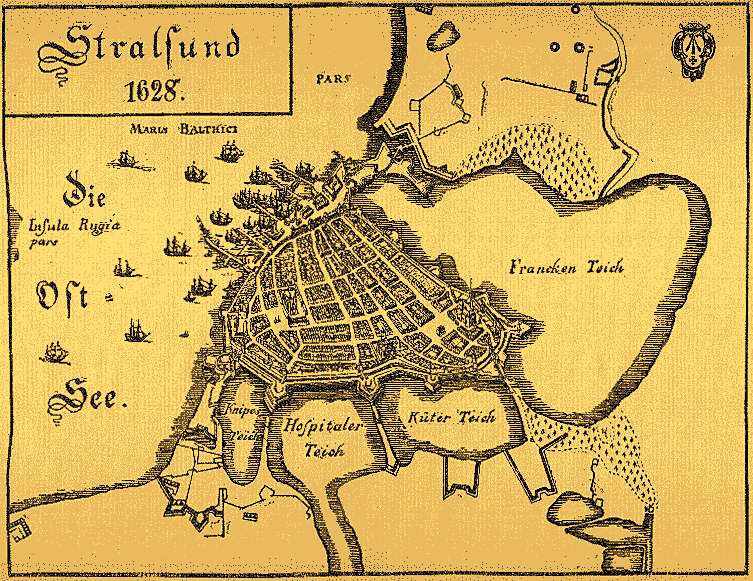
Un mapa de Stralsund de 1628.

Cristián IV de Dinamarca había reaccionado favorablemente a la petición de ayuda de Stralsund y desplegó una fuerza que incluía 900 de los escoceses de Mackay, organizados en siete compañías, y una compañía de alemanes. Aunque fueron despachados el 8 de mayo, recién arribaron el 24 de mayo. El mercenario danés-alemán Heinrich Holk fue nombrado gobernador. Cuando Holk se retiró para buscar refuerzos, fue sucedido por el escocés Alexander Seaton.
El ejército imperial retomó el asalto el 26 y el 27 de mayo. El 20 de junio, una expedición auxiliar sueca, que había partido el 2 de junio, llegó con 600 hombres desde Norrland al mando del coronel Rosladin.
El 23 o el 25 de junio, Stralsund concluyó una alianza con Gustavo II Adolfo de Suecia, la cual debía durar veinte años. Gustavo II Adolfo procedió a estacionar una guarnición en la ciudad, la primera de su tipo en tierra alemana. Este evento marcó el comienzo de la intervención sueca en la guerra de los Treinta Años.
El 27 de junio, Wallenstein tomó el mando de la fuerza atacante y reanudó los ataques esa misma noche. Las fuerzas escocesas, a quienes se les había confiado la defensa de una sección crucial de las fortificaciones de Stralsund, se distinguieron por su ferocidad en la batalla. El asalto principal se realizó en el distrito este de Franken, comandado por el mayor Robert Monro. De los 900 escoceses, 500 murieron y 300 resultaron heridos, incluyendo a Monro. Rosladin pudo llegar a aliviar a las tropas de Monro y recuperar el terreno perdido. Aproximadamente 2,000 defensores murieron o fueron capturados durante el asalto. Monro, recordando la batalla, relató más adelante que "no nos atrevíamos a dejar nuestros puestos para nuestra propia recreación, mucho menos para dormir" - por un periodo de seis semanas.
La noche siguiente, el 28 o el 29 de junio, Wallenstein logró apoderarse de las secciones exteriores de las fortificaciones. Rosladin fue herido y el gobernador Seaton tomó su lugar como comandante.

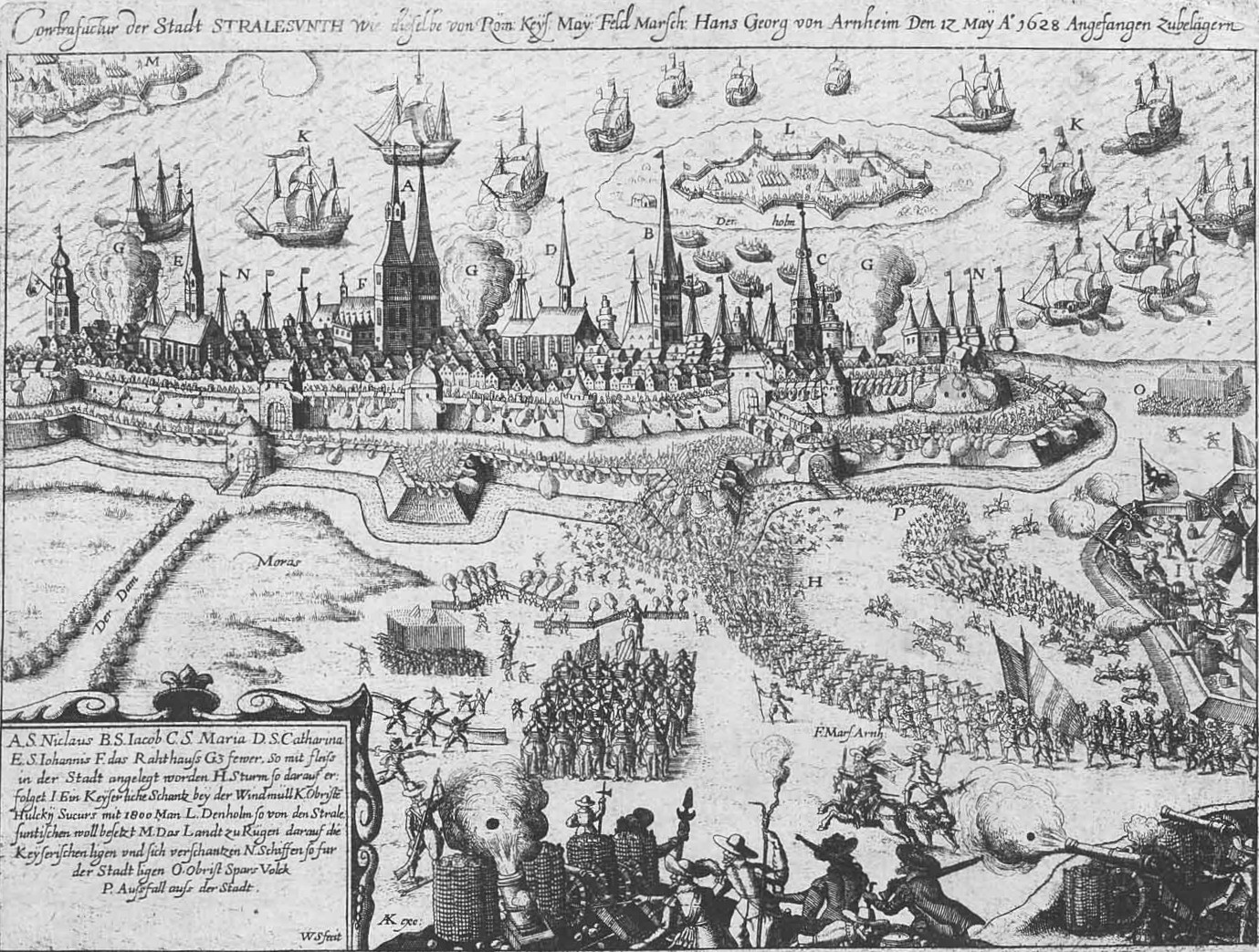
Grabado contemporáneo del asedio.

El 29 de junio, Bogislaw XIV envió dos de sus nobles de alto rango, el conde von Putbus y su canciller von Horn, para persuadir a Stralsund de que se adhiriese a la Capitulación de Franzburgo y se rindiese a Wallenstein. El 30 de junio, Rosladin convenció a la ciudad para que no entrase en negociaciones con Wallestein, quien había vuelto a bombardearla. El mismo día, diez barcos suecos reforzaron Stralsund con 600 hombres, pese al intenso fuego por parte de las fuerzas de Wallenstein. Poco tiempo después, Cristián ordenó a otro regimiento escocés, el de Alexander Lindsay, II Lord de Spynie, que ayudase a defender el pueblo. Estas tropas llegaron aproximadamente el 4 de julio y sufrieron muchas bajas (quedando reducidas de un regimiento de 4,000 hombres a cuatro compañías con 800 soldados) en los siguientes asaltos, muchos de ellos liderados por el mismo Wallenstein. El 10 de julio, Wallenstein y Stralsund negociaron un tratado en el bosque de Hainholz al noroeste del pueblo, el cual obligaba a Stralsund a recibir a las tropas pomeranias. El tratado fue firmado por Wallenstein y Bogislaw XIV el 21 de julio, pero no por Stralsund. Pese a que Bogislaw firmó en nombre el pueblo, el tratado no entró en vigor.
Para el 2 de julio, Stralsund había sido reforzado por 400 daneses y unos 1,100 soldados de los regimientos daneses-escoceses de Donald Mackay, Alexander Lindsay y Lord Spynie. Una semana después, el escocés Alexander Leslie, bajo la bandera sueca, llegó con 800 hombres de Norrland y sucedió a Seaton como gobernador de Stralsund. Leslie comandaba un total de 4,000 a 5,000 soldados. El apoyo danés alcanzó 2,650 soldados desplegados durante el asedio.
Fuertes lluvias entre el 21 y el 24 de julio convirtieron el campo de batalla en un pantano. El 4 de agosto, Wallenstein levantó el asedio, llevándose su primer revés en la guerra de los Treinta Años.

## Consecuencias
Tras fracasar el asedio, Wallestein se dirigió a las cercanías de Wolgast para librar la última batalla con Cristián IV. Las tropas danesas habían desembarcado allí, ocupado la isla de Usedom y tomado el pueblo de Wolgast sin necesidad de pelear el 14 de agosto. El 22 de agosto Wallenstein recuperó el pueblo.
También en agosto, el canciller sueco Axel Oxenstierna fue a Stralsund y ofreció negociaciones a Wallenstein. El no poder tomar Stralsund se volvió uno de los obstáculos que llevó a la marginalización temporal de Wallenstein en 1630.

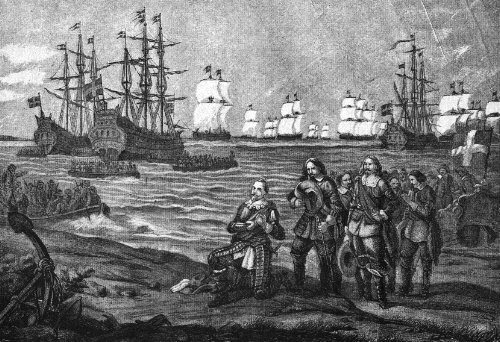
Gustavo II Adolfo pisando tierra en Pomerania en 1630.

Cuando Gustavo Adolfo invadió Pomerania en junio de 1630, utilizó su cabeza de puente en Stratlsund para despejar los flancos de sus tropas que estaban desembarcando. Bogislaw XIV cerró una alianza con el rey de Suecia en el Tratado de Stettin en julio. Seguidamente, las fuerzas de Wallenstein fueron expulsadas del Ducado de Pomerania, y los suecos se hicieron dueños del ducado cuando las fuerzas de Wallenstein se rindieron en Greifswald en 1631.
Durante la campaña sueca, Alexander Leslie fue reemplazado  en 1630 como gobernador de Stralsund por otro escocés al servicio de Suecia, James MacDougal. Entre 1679 y 1697, el puesto fue asignado a otro escocés, Peter Maclean.

Parte de las fuerzas de Wallenstein fueron infectadas con la Peste negra. Durante el asedio la epidemia se extendió en el pueblo, matando a 2,000 personas tan solo en los meses de agosto y septiembre.
La batalla de Stralsund ha llegado a formar parte del folclore pomeranio. La población de Stralsund conmemora el asedio de 1628 con un festival anual llamado "Wallensteintage" ("Días de Wallenstein").

## Galería

Atacantes
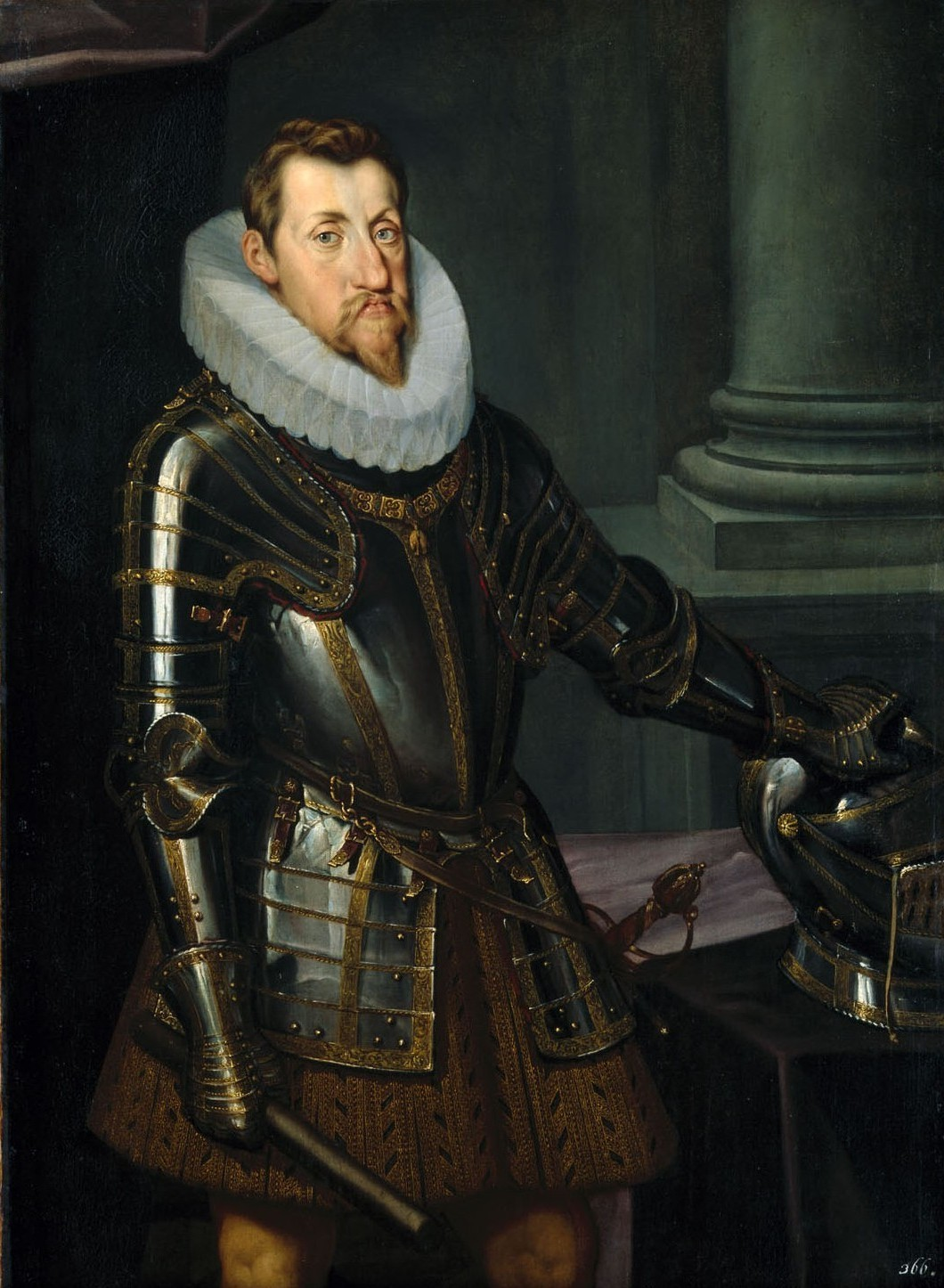
Fernando II de Habsburgo
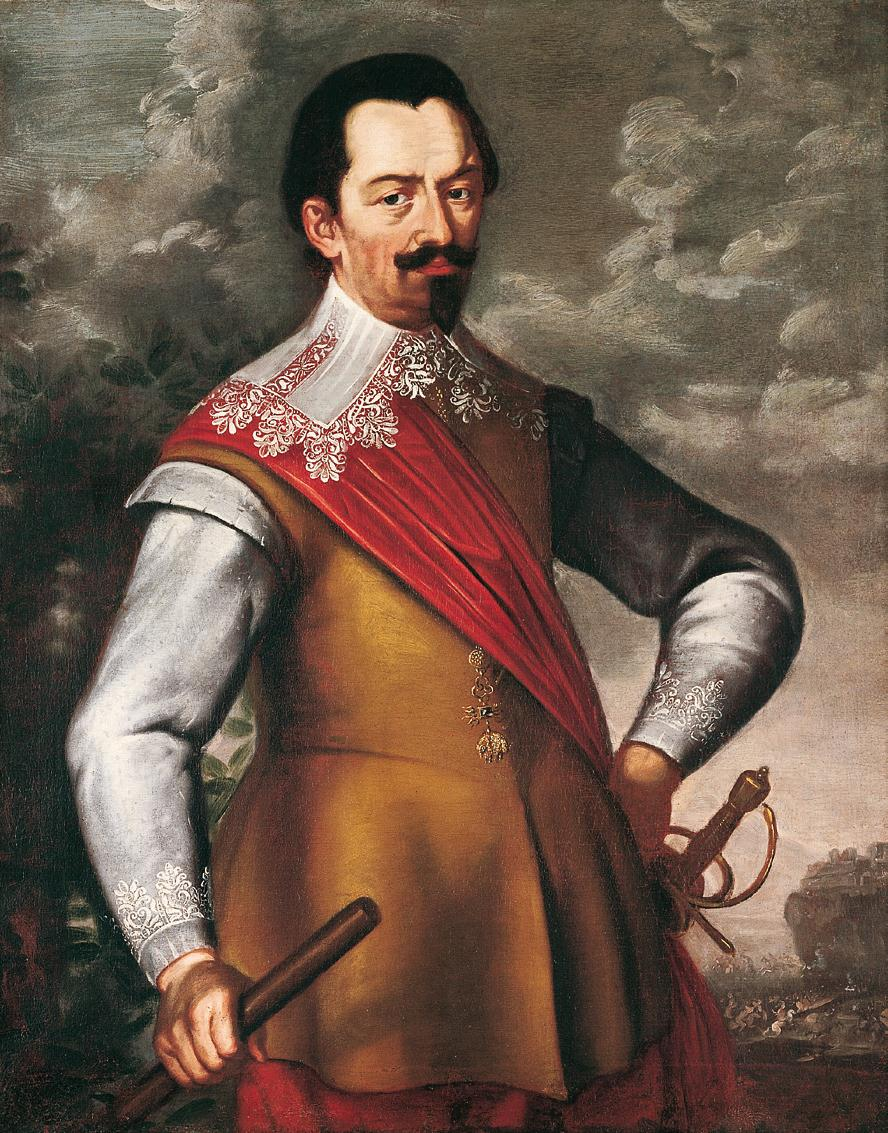
Albrecht von Wallenstein
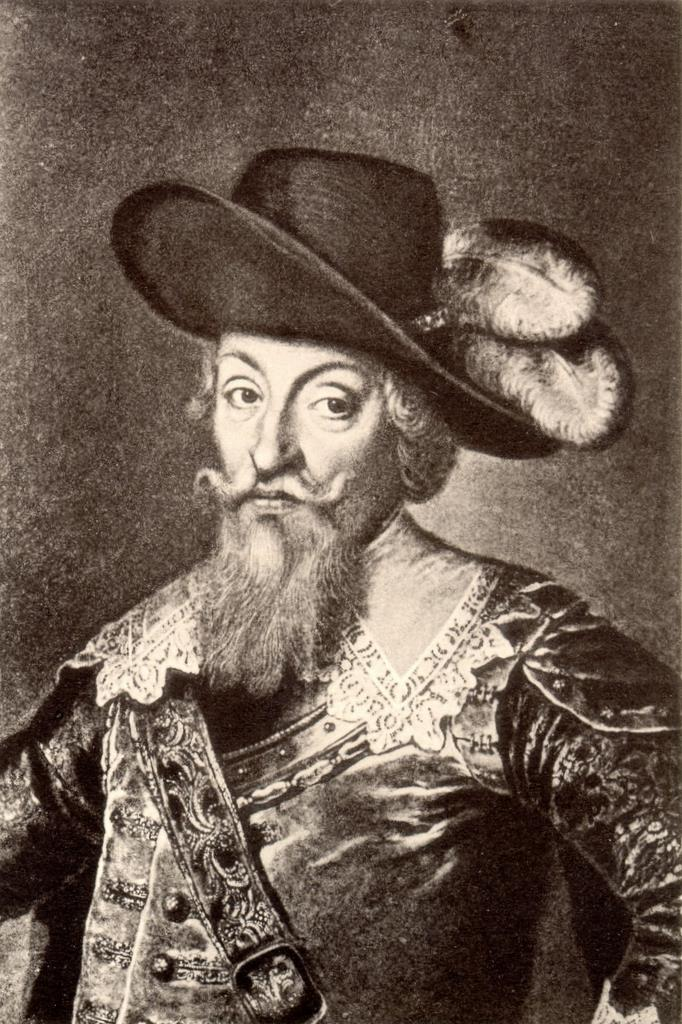
Hans Georg von Arnim

Defensores
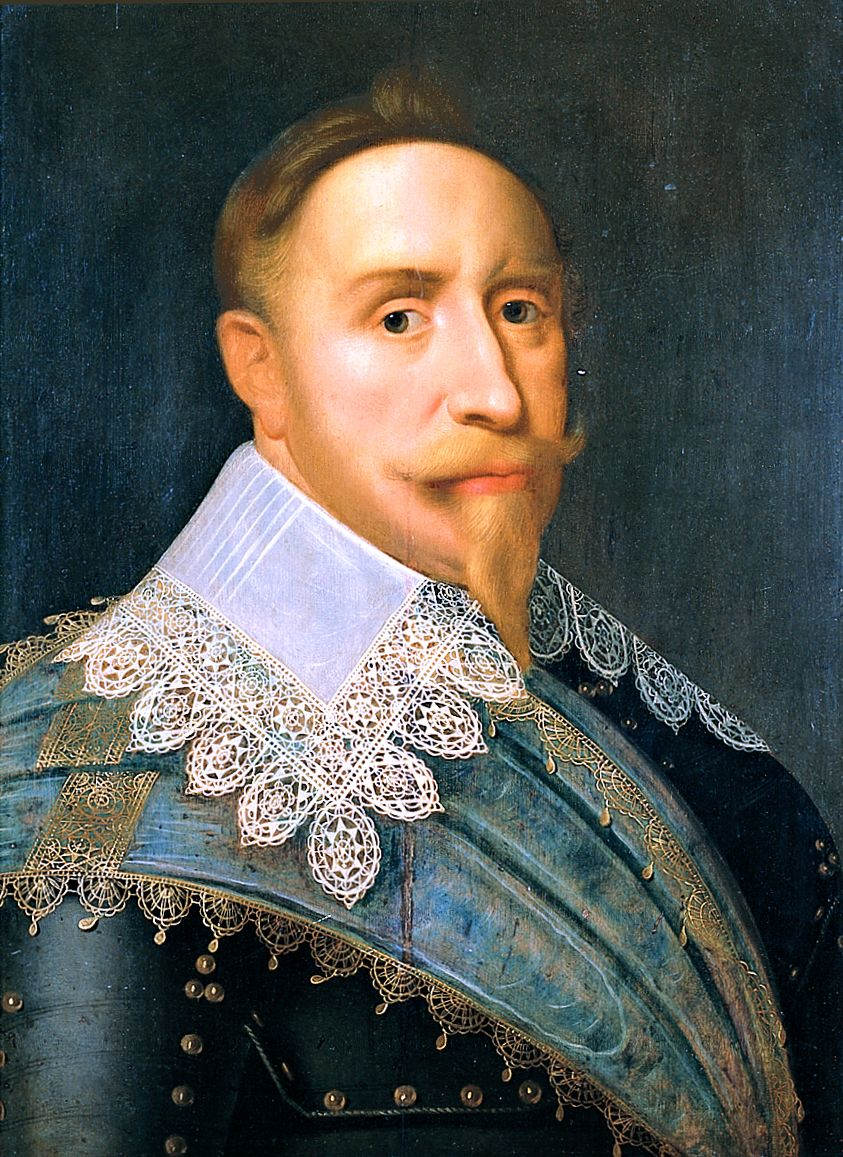
Gustavo II Adolfo de Suecia
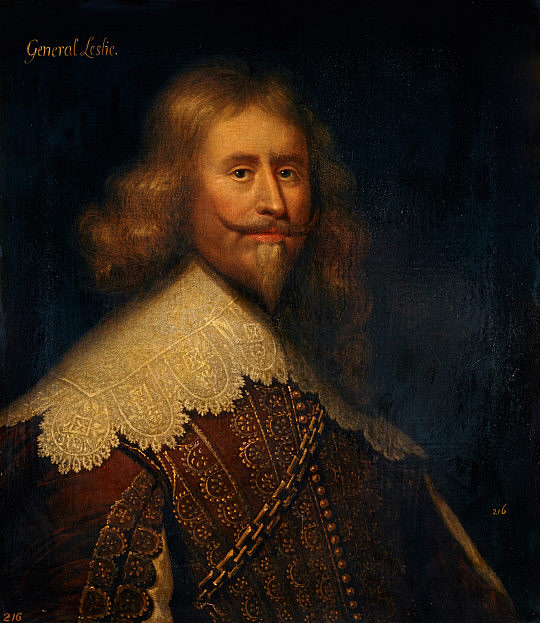
Alexander Leslie
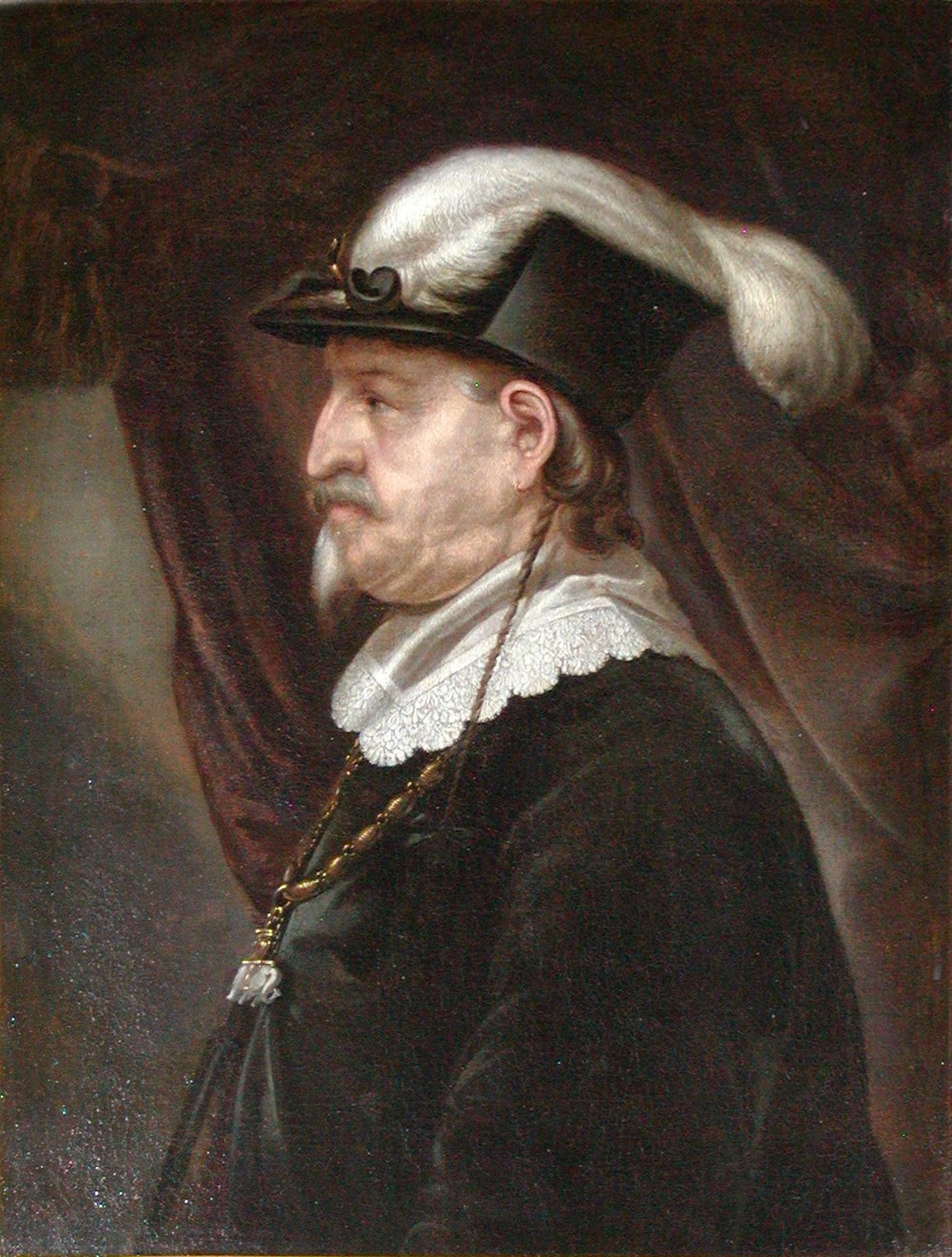
Cristián IV de Dinamarca